# Banding Agung (Talang Padang)
Banding Agung is een bestuurslaag in het regentschap Tanggamus van de provincie Lampung, Indonesië. Banding Agung telt 3767 inwoners (volkstelling 2010).